# Acuamanala
Acuamanala – miasto w Meksyku, w stanie Tlaxcala, jest siedzibą władz gminy Acuamanala de Miguel Hidalgo.
Acuamanala znajduje się na terenie Wyżyny Meksykańskiej Centralnej, na wysokości około 2300 m n.p.m. Miasto leży w odległości około 10 km na północ granicy ze stanem Puebla oraz około 15 km na zachód od wulkanu La Malinche. Ludność miasta w 2005 roku liczyła 1552 osoby.